# فجر مايو مشرق
فجر مايو مشرق (السيريلية: "Ој، свијетла мајска зоро" ، نطق الجبل الأسود: [ˈoj sʋjêːtʎa mâjska zǒro] ؛ "Oh، Bright Dawn of May") هو النشيد الوطني للجبل الأسود. قبل اعتماده في عام 2004، كانت أغنية شعبية مع العديد من الاختلافات في نصها. يرجع تاريخ أقدم نسخة إلى النصف الثاني من القرن التاسع عشر.

## تاريخ
أقدم نسخة معروفة من النشيد الوطني، والمعروفة باسم "Oh، Bright Dawn of Bravery، oh!" ("Oj، Junaštva Svjetla Zoro، oj!"). عُرضت لأول مرة على الملأ عام 1863 في المسرح الوطني في بلغراد. كانت أغنية مكونة من "معركة جراهوفو أو الثأر في الجبل الأسود" (Бој на Грахову или крвна освета у Црној Гори) مسرحية بطولية في ثلاثة أجزاء. كما تم عزف / غناء المسرحية والأغنية الشعبية للجبل الأسود في المسرح الوطني مرة أخرى في عامي 1870 و1876.